# UAE Tour de 2021
A 3.ª edição do UAE Tour foi uma corrida de ciclismo de estrada por etapas que se celebrou entre 21 e 27 de fevereiro de 2021 nos Emirados Árabes Unidos com início na cidade de Ruwais e final no emirado de Abu Dabi sobre um percurso de 1045 quilómetros.
A corrida fez parte do UCI WorldTour de 2021, calendário ciclístico de máximo nível mundial, sendo a primeira corrida de dito circuito e foi vencida pelo esloveno Tadej Pogačar do UAE Emirates. Completaram o pódio, como segundo e terceiro classificado respectivamente, o britânico Adam Yates do Ineos Grenadiers e o português João Almeida do Deceuninck-Quick Step.

## Equipas participantes
Tomaram parte na corrida 20 equipas: 19 de categoria UCI WorldTeam e 1 de categoria UCI ProTeam. Formaram assim um pelotão de 139 ciclistas dos que acabaram 125. As equipas participantes foram:
| Equipes WorldTeam (19)- AG2R Citroën Team - Astana-Premier Tech - Bahrain Victorious - Bora-Hansgrohe - Cofidis - Deceuninck-Quick Step - EF Education-Nippo - Groupama-FDJ - Ineos Grenadiers - Intermarché-Wanty-Gobert Matériaux - Israel Start-Up Nation - Jumbo-Visma - Lotto Soudal - Movistar Team - Team BikeExchange - Team DSM - Qhubeka Assos - Trek-Segafredo - UAE Team Emirates Equipe ProTeam- Alpecin-Fenix |
| |

## Percorrido
O UAE Tour dispôs de sete etapas dividido em quatro etapas planas, uma contrarrelógio individual, e duas etapas de montanha para um percurso total de 1045 quilómetros.
| Etapa | Data    | Percurso                                  | type                      | Distância (km) | Vencedor             | Líder geral          |
| ----- | ------- | ----------------------------------------- | ------------------------- | -------------- | -------------------- | -------------------- |
| 1     | 21 fev. | Al Dhafra Castle – Al Mirfa               | etapa plana               | 176            | Mathieu van der Poel | Mathieu van der Poel |
| 2     | 22 fev. | Al Hudayriat Island – Al Hudayriat Island | contrarrelógio individual | 13             | Filippo Ganna        | Tadej Pogačar        |
| 3     | 23 fev. | Al Ain – Jabal Hafit                      | alta montanha             | 166            | Tadej Pogačar        | Tadej Pogačar        |
| 4     | 24 fev. | Al Marjan Island – Al Marjan Island       | etapa plana               | 204            | Sam Bennett          | Tadej Pogačar        |
| 5     | 25 fev. | Fujeira (cidade) – Jebel Jais             | alta montanha             | 170            | Jonas Vingegaard     | Tadej Pogačar        |
| 6     | 26 fev. | Palm Deira – Palmeira Jumeirah            | etapa plana               | 168            | Sam Bennett          | Tadej Pogačar        |
| 7     | 27 fev. | Yas Mall – Abu Dhabi                      | etapa plana               | 147            | Caleb Ewan           | Tadej Pogačar        |

## Desenvolvimento da corrida

### 1.ª etapa
| Al Dhafra Castle - Al Mirfa | etapa plana | (176 km) |

| \| Classificação por etapas \| Classificação por etapas \| Classificação por etapas \| Classificação por etapas \| Classificação por etapas \| \| Ciclista \| Ciclista \| Equipe \| Tempo \| \| \| ------------------------ \| ------------------------ \| ------------------------ \| ------------------------ \| ------------------------ \| \| 1. \| Mathieu van der Poel \| Alpecin-Fenix \| 3h45m47s \| \| \| 2. \| David Dekker \| Jumbo-Visma \| + 0s \| \| \| 3. \| Michael Mørkøv \| Deceuninck-Quick Step \| + 0s \| \| \| 4. \| Emīls Liepiņš \| Trek-Segafredo \| + 0s \| \| \| 5. \| Elia Viviani \| Cofidis \| + 0s \| \| \| 6. \| Tadej Pogačar \| UAE Team Emirates \| + 0s \| \| \| 7. \| Anthony Roux \| Groupama-FDJ \| + 0s \| \| \| 8. \| Chris Harper \| Jumbo-Visma \| + 3s \| \| \| 9. \| João Almeida \| Deceuninck-Quick Step \| + 3s \| \| \| 10. \| Fausto Masnada \| Deceuninck-Quick Step \| + 3s \| \| |                      |                       |          |
| |                      |                       |          |
| Fonte: ProCyclingStats |                      |                       |          |
| Classificação por etapas |                      |                       |          |
| Ciclista | Ciclista             | Equipe                | Tempo    |
| 1. | Mathieu van der Poel | Alpecin-Fenix         | 3h45m47s |
| 2. | David Dekker         | Jumbo-Visma           | + 0s     |
| 3. | Michael Mørkøv       | Deceuninck-Quick Step | + 0s     |
| 4. | Emīls Liepiņš        | Trek-Segafredo        | + 0s     |
| 5. | Elia Viviani         | Cofidis               | + 0s     |
| 6. | Tadej Pogačar        | UAE Team Emirates     | + 0s     |
| 7. | Anthony Roux         | Groupama-FDJ          | + 0s     |
| 8. | Chris Harper         | Jumbo-Visma           | + 3s     |
| 9. | João Almeida         | Deceuninck-Quick Step | + 3s     |
| 10. | Fausto Masnada       | Deceuninck-Quick Step | + 3s     |

| \| Classificação geral \| Classificação geral \| Classificação geral \| Classificação geral \| Classificação geral \| \| Ciclista \| Ciclista \| Equipe \| Tempo \| \| \| ------------------- \| -------------------- \| --------------------- \| ------------------- \| ------------------- \| \| 1. \| Mathieu van der Poel \| Alpecin-Fenix \| 3h45m37s \| \| \| 2. \| David Dekker \| Jumbo-Visma \| + 4s \| \| \| 3. \| Michael Mørkøv \| Deceuninck-Quick Step \| + 6s \| \| \| 4. \| João Almeida \| Deceuninck-Quick Step \| + 7s \| \| \| 5. \| Tadej Pogačar \| UAE Team Emirates \| + 8s \| \| \| 6. \| Emīls Liepiņš \| Trek-Segafredo \| + 10s \| \| \| 7. \| Elia Viviani \| Cofidis \| + 10s \| \| \| 8. \| Anthony Roux \| Groupama-FDJ \| + 10s \| \| \| 9. \| Damiano Caruso \| Bahrain Victorious \| + 10s \| \| \| 10. \| Chris Harper \| Jumbo-Visma \| + 13s \| \| |                      |                       |          |
| |                      |                       |          |
| Fonte: ProCyclingStats |                      |                       |          |
| Classificação geral |                      |                       |          |
| Ciclista | Ciclista             | Equipe                | Tempo    |
| 1. | Mathieu van der Poel | Alpecin-Fenix         | 3h45m37s |
| 2. | David Dekker         | Jumbo-Visma           | + 4s     |
| 3. | Michael Mørkøv       | Deceuninck-Quick Step | + 6s     |
| 4. | João Almeida         | Deceuninck-Quick Step | + 7s     |
| 5. | Tadej Pogačar        | UAE Team Emirates     | + 8s     |
| 6. | Emīls Liepiņš        | Trek-Segafredo        | + 10s    |
| 7. | Elia Viviani         | Cofidis               | + 10s    |
| 8. | Anthony Roux         | Groupama-FDJ          | + 10s    |
| 9. | Damiano Caruso       | Bahrain Victorious    | + 10s    |
| 10. | Chris Harper         | Jumbo-Visma           | + 13s    |

### 2.ª etapa
| Al Hudayriat Island - Al Hudayriat Island | contrarrelógio individual | (13 km) |

| \| Classificação por etapas \| Classificação por etapas \| Classificação por etapas \| Classificação por etapas \| Classificação por etapas \| \| Ciclista \| Ciclista \| Equipe \| Tempo \| \| \| ------------------------ \| ------------------------ \| ------------------------ \| ------------------------ \| ------------------------ \| \| 1. \| Filippo Ganna \| Ineos Grenadiers \| 13m56s \| \| \| 2. \| Stefan Bissegger \| EF Education-Nippo \| + 14s \| \| \| 3. \| Mikkel Bjerg \| UAE Team Emirates \| + 21s \| \| \| 4. \| Tadej Pogačar \| UAE Team Emirates \| + 24s \| \| \| 5. \| Luis León Sánchez \| Astana-Premier Tech \| + 30s \| \| \| 6. \| João Almeida \| Deceuninck-Quick Step \| + 30s \| \| \| 7. \| Max Walscheid \| Qhubeka Assos \| + 32s \| \| \| 8. \| Stefan de Bod \| Astana-Premier Tech \| + 33s \| \| \| 9. \| Daniel Felipe Martínez \| Ineos Grenadiers \| + 36s \| \| \| 10. \| Matthias Brändle \| Israel Start-Up Nation \| + 38s \| \| |                        |                        |        |
| |                        |                        |        |
| Fonte: ProCyclingStats |                        |                        |        |
| Classificação por etapas |                        |                        |        |
| Ciclista | Ciclista               | Equipe                 | Tempo  |
| 1. | Filippo Ganna          | Ineos Grenadiers       | 13m56s |
| 2. | Stefan Bissegger       | EF Education-Nippo     | + 14s  |
| 3. | Mikkel Bjerg           | UAE Team Emirates      | + 21s  |
| 4. | Tadej Pogačar          | UAE Team Emirates      | + 24s  |
| 5. | Luis León Sánchez      | Astana-Premier Tech    | + 30s  |
| 6. | João Almeida           | Deceuninck-Quick Step  | + 30s  |
| 7. | Max Walscheid          | Qhubeka Assos          | + 32s  |
| 8. | Stefan de Bod          | Astana-Premier Tech    | + 33s  |
| 9. | Daniel Felipe Martínez | Ineos Grenadiers       | + 36s  |
| 10. | Matthias Brändle       | Israel Start-Up Nation | + 38s  |

| \| Classificação geral \| Classificação geral \| Classificação geral \| Classificação geral \| Classificação geral \| \| Ciclista \| Ciclista \| Equipe \| Tempo \| \| \| ------------------- \| ------------------- \| --------------------- \| ------------------- \| ------------------- \| \| 1. \| Tadej Pogačar \| UAE Team Emirates \| 4h00m05s \| \| \| 2. \| João Almeida \| Deceuninck-Quick Step \| + 5s \| \| \| 3. \| Mattia Cattaneo \| Deceuninck-Quick Step \| + 18s \| \| \| 4. \| Chris Harper \| Jumbo-Visma \| + 33s \| \| \| 5. \| Adam Yates \| Ineos Grenadiers \| + 39s \| \| \| 6. \| Neilson Powless \| EF Education-Nippo \| + 41s \| \| \| 7. \| Anthony Roux \| Groupama-FDJ \| + 45s \| \| \| 8. \| David Dekker \| Jumbo-Visma \| + 46s \| \| \| 9. \| Michael Mørkøv \| Deceuninck-Quick Step \| + 47s \| \| \| 10. \| Mattias Skjelmose \| Trek-Segafredo \| + 48s \| \| |                   |                       |          |
| |                   |                       |          |
| Fonte: ProCyclingStats |                   |                       |          |
| Classificação geral |                   |                       |          |
| Ciclista | Ciclista          | Equipe                | Tempo    |
| 1. | Tadej Pogačar     | UAE Team Emirates     | 4h00m05s |
| 2. | João Almeida      | Deceuninck-Quick Step | + 5s     |
| 3. | Mattia Cattaneo   | Deceuninck-Quick Step | + 18s    |
| 4. | Chris Harper      | Jumbo-Visma           | + 33s    |
| 5. | Adam Yates        | Ineos Grenadiers      | + 39s    |
| 6. | Neilson Powless   | EF Education-Nippo    | + 41s    |
| 7. | Anthony Roux      | Groupama-FDJ          | + 45s    |
| 8. | David Dekker      | Jumbo-Visma           | + 46s    |
| 9. | Michael Mørkøv    | Deceuninck-Quick Step | + 47s    |
| 10. | Mattias Skjelmose | Trek-Segafredo        | + 48s    |

### 3.ª etapa
| Al Ain - Jabal Hafit | alta montanha | (166 km) |

| \| Classificação por etapas \| Classificação por etapas \| Classificação por etapas \| Classificação por etapas \| Classificação por etapas \| \| Ciclista \| Ciclista \| Equipe \| Tempo \| \| \| ------------------------ \| ------------------------ \| ------------------------ \| ------------------------ \| ------------------------ \| \| 1. \| Tadej Pogačar \| UAE Team Emirates \| 3h58m27s \| \| \| 2. \| Adam Yates \| Ineos Grenadiers \| + 0s \| \| \| 3. \| Sergio Higuita \| EF Education-Nippo \| + 47s \| \| \| 4. \| Emanuel Buchmann \| Bora-Hansgrohe \| + 47s \| \| \| 5. \| Harm Vanhoucke \| Lotto-Soudal \| + 47s \| \| \| 6. \| João Almeida \| Deceuninck-Quick Step \| + 47s \| \| \| 7. \| Florian Stork \| Team DSM \| + 54s \| \| \| 8. \| Neilson Powless \| EF Education-Nippo \| + 54s \| \| \| 9. \| Chris Harper \| Jumbo-Visma \| + 1m00s \| \| \| 10. \| Geoffrey Bouchard \| AG2R Citroën Team \| + 1m09s \| \| |                   |                       |          |
| |                   |                       |          |
| Fonte: ProCyclingStats |                   |                       |          |
| Classificação por etapas |                   |                       |          |
| Ciclista | Ciclista          | Equipe                | Tempo    |
| 1. | Tadej Pogačar     | UAE Team Emirates     | 3h58m27s |
| 2. | Adam Yates        | Ineos Grenadiers      | + 0s     |
| 3. | Sergio Higuita    | EF Education-Nippo    | + 47s    |
| 4. | Emanuel Buchmann  | Bora-Hansgrohe        | + 47s    |
| 5. | Harm Vanhoucke    | Lotto-Soudal          | + 47s    |
| 6. | João Almeida      | Deceuninck-Quick Step | + 47s    |
| 7. | Florian Stork     | Team DSM              | + 54s    |
| 8. | Neilson Powless   | EF Education-Nippo    | + 54s    |
| 9. | Chris Harper      | Jumbo-Visma           | + 1m00s  |
| 10. | Geoffrey Bouchard | AG2R Citroën Team     | + 1m09s  |

| \| Classificação geral \| Classificação geral \| Classificação geral \| Classificação geral \| Classificação geral \| \| Ciclista \| Ciclista \| Equipe \| Tempo \| \| \| ------------------- \| ------------------- \| --------------------- \| ------------------- \| ------------------- \| \| 1. \| Tadej Pogačar \| UAE Team Emirates \| 7h58m30s \| \| \| 2. \| Adam Yates \| Ineos Grenadiers \| + 43s \| \| \| 3. \| João Almeida \| Deceuninck-Quick Step \| + 1m03s \| \| \| 4. \| Chris Harper \| Jumbo-Visma \| + 1m43s \| \| \| 5. \| Neilson Powless \| EF Education-Nippo \| + 1m45s \| \| \| 6. \| Mattias Skjelmose \| Trek-Segafredo \| + 2m36s \| \| \| 7. \| Damiano Caruso \| Bahrain Victorious \| + 2m38s \| \| \| 8. \| Mattia Cattaneo \| Deceuninck-Quick Step \| + 2m39s \| \| \| 9. \| Rubén Fernández \| Cofidis \| + 3m32s \| \| \| 10. \| Fausto Masnada \| Deceuninck-Quick Step \| + 4m47s \| \| |                   |                       |          |
| |                   |                       |          |
| Fonte: ProCyclingStats |                   |                       |          |
| Classificação geral |                   |                       |          |
| Ciclista | Ciclista          | Equipe                | Tempo    |
| 1. | Tadej Pogačar     | UAE Team Emirates     | 7h58m30s |
| 2. | Adam Yates        | Ineos Grenadiers      | + 43s    |
| 3. | João Almeida      | Deceuninck-Quick Step | + 1m03s  |
| 4. | Chris Harper      | Jumbo-Visma           | + 1m43s  |
| 5. | Neilson Powless   | EF Education-Nippo    | + 1m45s  |
| 6. | Mattias Skjelmose | Trek-Segafredo        | + 2m36s  |
| 7. | Damiano Caruso    | Bahrain Victorious    | + 2m38s  |
| 8. | Mattia Cattaneo   | Deceuninck-Quick Step | + 2m39s  |
| 9. | Rubén Fernández   | Cofidis               | + 3m32s  |
| 10. | Fausto Masnada    | Deceuninck-Quick Step | + 4m47s  |

### 4.ª etapa
| Al Marjan Island - Al Marjan Island | etapa plana | (204 km) |

| \| Classificação por etapas \| Classificação por etapas \| Classificação por etapas \| Classificação por etapas \| Classificação por etapas \| \| Ciclista \| Ciclista \| Equipe \| Tempo \| \| \| ------------------------ \| ------------------------ \| ------------------------ \| ------------------------ \| ------------------------ \| \| 1. \| Sam Bennett \| Deceuninck-Quick Step \| 4h51m51s \| \| \| 2. \| David Dekker \| Jumbo-Visma \| + 0s \| \| \| 3. \| Caleb Ewan \| Lotto-Soudal \| + 0s \| \| \| 4. \| Elia Viviani \| Cofidis \| + 0s \| \| \| 5. \| Matteo Moschetti \| Trek-Segafredo \| + 0s \| \| \| 6. \| Pascal Ackermann \| Bora-Hansgrohe \| + 0s \| \| \| 7. \| Phil Bauhaus \| Bahrain Victorious \| + 0s \| \| \| 8. \| Giacomo Nizzolo \| Qhubeka Assos \| + 0s \| \| \| 9. \| Fernando Gaviria \| UAE Team Emirates \| + 0s \| \| \| 10. \| Kaden Groves \| BikeExchange \| + 0s \| \| |                  |                       |          |
| |                  |                       |          |
| Fonte: ProCyclingStats |                  |                       |          |
| Classificação por etapas |                  |                       |          |
| Ciclista | Ciclista         | Equipe                | Tempo    |
| 1. | Sam Bennett      | Deceuninck-Quick Step | 4h51m51s |
| 2. | David Dekker     | Jumbo-Visma           | + 0s     |
| 3. | Caleb Ewan       | Lotto-Soudal          | + 0s     |
| 4. | Elia Viviani     | Cofidis               | + 0s     |
| 5. | Matteo Moschetti | Trek-Segafredo        | + 0s     |
| 6. | Pascal Ackermann | Bora-Hansgrohe        | + 0s     |
| 7. | Phil Bauhaus     | Bahrain Victorious    | + 0s     |
| 8. | Giacomo Nizzolo  | Qhubeka Assos         | + 0s     |
| 9. | Fernando Gaviria | UAE Team Emirates     | + 0s     |
| 10. | Kaden Groves     | BikeExchange          | + 0s     |

| \| Classificação geral \| Classificação geral \| Classificação geral \| Classificação geral \| Classificação geral \| \| Ciclista \| Ciclista \| Equipe \| Tempo \| \| \| ------------------- \| ------------------- \| --------------------- \| ------------------- \| ------------------- \| \| 1. \| Tadej Pogačar \| UAE Team Emirates \| 12h50m21s \| \| \| 2. \| Adam Yates \| Ineos Grenadiers \| + 43s \| \| \| 3. \| João Almeida \| Deceuninck-Quick Step \| + 1m03s \| \| \| 4. \| Chris Harper \| Jumbo-Visma \| + 1m43s \| \| \| 5. \| Neilson Powless \| EF Education-Nippo \| + 1m45s \| \| \| 6. \| Mattias Skjelmose \| Trek-Segafredo \| + 2m36s \| \| \| 7. \| Mattia Cattaneo \| Deceuninck-Quick Step \| + 2m38s \| \| \| 8. \| Damiano Caruso \| Bahrain Victorious \| + 2m38s \| \| \| 9. \| Rubén Fernández \| Cofidis \| + 3m32s \| \| \| 10. \| Fausto Masnada \| Deceuninck-Quick Step \| + 4m47s \| \| |                   |                       |           |
| |                   |                       |           |
| Fonte: ProCyclingStats |                   |                       |           |
| Classificação geral |                   |                       |           |
| Ciclista | Ciclista          | Equipe                | Tempo     |
| 1. | Tadej Pogačar     | UAE Team Emirates     | 12h50m21s |
| 2. | Adam Yates        | Ineos Grenadiers      | + 43s     |
| 3. | João Almeida      | Deceuninck-Quick Step | + 1m03s   |
| 4. | Chris Harper      | Jumbo-Visma           | + 1m43s   |
| 5. | Neilson Powless   | EF Education-Nippo    | + 1m45s   |
| 6. | Mattias Skjelmose | Trek-Segafredo        | + 2m36s   |
| 7. | Mattia Cattaneo   | Deceuninck-Quick Step | + 2m38s   |
| 8. | Damiano Caruso    | Bahrain Victorious    | + 2m38s   |
| 9. | Rubén Fernández   | Cofidis               | + 3m32s   |
| 10. | Fausto Masnada    | Deceuninck-Quick Step | + 4m47s   |

### 5.ª etapa
| Fujeira (cidade) - Jebel Jais | alta montanha | (170 km) |

| \| Classificação por etapas \| Classificação por etapas \| Classificação por etapas \| Classificação por etapas \| Classificação por etapas \| \| Ciclista \| Ciclista \| Equipe \| Tempo \| \| \| ------------------------ \| ------------------------ \| ------------------------ \| ------------------------ \| ------------------------ \| \| 1. \| Jonas Vingegaard \| Jumbo-Visma \| 4h19m08s \| \| \| 2. \| Tadej Pogačar \| UAE Team Emirates \| + 3s \| \| \| 3. \| Adam Yates \| Ineos Grenadiers \| + 3s \| \| \| 4. \| Sergio Higuita \| EF Education-Nippo \| + 5s \| \| \| 5. \| João Almeida \| Deceuninck-Quick Step \| + 6s \| \| \| 6. \| Nick Schultz \| BikeExchange \| + 6s \| \| \| 7. \| Sepp Kuss \| Jumbo-Visma \| + 8s \| \| \| 8. \| Wout Poels \| Bahrain Victorious \| + 8s \| \| \| 9. \| Ben Hermans \| Israel Start-Up Nation \| + 8s \| \| \| 10. \| Geoffrey Bouchard \| AG2R Citroën Team \| + 8s \| \| |                   |                        |          |
| |                   |                        |          |
| Fonte: ProCyclingStats |                   |                        |          |
| Classificação por etapas |                   |                        |          |
| Ciclista | Ciclista          | Equipe                 | Tempo    |
| 1. | Jonas Vingegaard  | Jumbo-Visma            | 4h19m08s |
| 2. | Tadej Pogačar     | UAE Team Emirates      | + 3s     |
| 3. | Adam Yates        | Ineos Grenadiers       | + 3s     |
| 4. | Sergio Higuita    | EF Education-Nippo     | + 5s     |
| 5. | João Almeida      | Deceuninck-Quick Step  | + 6s     |
| 6. | Nick Schultz      | BikeExchange           | + 6s     |
| 7. | Sepp Kuss         | Jumbo-Visma            | + 8s     |
| 8. | Wout Poels        | Bahrain Victorious     | + 8s     |
| 9. | Ben Hermans       | Israel Start-Up Nation | + 8s     |
| 10. | Geoffrey Bouchard | AG2R Citroën Team      | + 8s     |

| \| Classificação geral \| Classificação geral \| Classificação geral \| Classificação geral \| Classificação geral \| \| Ciclista \| Ciclista \| Equipe \| Tempo \| \| \| ------------------- \| ------------------- \| --------------------- \| ------------------- \| ------------------- \| \| 1. \| Tadej Pogačar \| UAE Team Emirates \| 12h50m21s \| \| \| 2. \| Adam Yates \| Ineos Grenadiers \| + 45s \| \| \| 3. \| João Almeida \| Deceuninck-Quick Step \| + 1m12s \| \| \| 4. \| Chris Harper \| Jumbo-Visma \| + 1m54s \| \| \| 5. \| Neilson Powless \| EF Education-Nippo \| + 1m56s \| \| \| 6. \| Mattias Skjelmose \| Trek-Segafredo \| + 2m47s \| \| \| 7. \| Damiano Caruso \| Bahrain Victorious \| + 2m49s \| \| \| 8. \| Mattia Cattaneo \| Deceuninck-Quick Step \| + 4m03s \| \| \| 9. \| Rubén Fernández \| Cofidis \| + 4m23s \| \| \| 10. \| Fausto Masnada \| Deceuninck-Quick Step \| + 6m40s \| \| |                   |                       |           |
| |                   |                       |           |
| Fonte: ProCyclingStats |                   |                       |           |
| Classificação geral |                   |                       |           |
| Ciclista | Ciclista          | Equipe                | Tempo     |
| 1. | Tadej Pogačar     | UAE Team Emirates     | 12h50m21s |
| 2. | Adam Yates        | Ineos Grenadiers      | + 45s     |
| 3. | João Almeida      | Deceuninck-Quick Step | + 1m12s   |
| 4. | Chris Harper      | Jumbo-Visma           | + 1m54s   |
| 5. | Neilson Powless   | EF Education-Nippo    | + 1m56s   |
| 6. | Mattias Skjelmose | Trek-Segafredo        | + 2m47s   |
| 7. | Damiano Caruso    | Bahrain Victorious    | + 2m49s   |
| 8. | Mattia Cattaneo   | Deceuninck-Quick Step | + 4m03s   |
| 9. | Rubén Fernández   | Cofidis               | + 4m23s   |
| 10. | Fausto Masnada    | Deceuninck-Quick Step | + 6m40s   |

### 6.ª etapa
| Palm Deira - Palmeira Jumeirah | etapa plana | (168 km) |

| \| Classificação por etapas \| Classificação por etapas \| Classificação por etapas \| Classificação por etapas \| Classificação por etapas \| \| Ciclista \| Ciclista \| Equipe \| Tempo \| \| \| ------------------------ \| ------------------------ \| ------------------------ \| ------------------------ \| ------------------------ \| \| 1. \| Sam Bennett \| Deceuninck-Quick Step \| 3h32m23s \| \| \| 2. \| Elia Viviani \| Cofidis \| + 0s \| \| \| 3. \| Pascal Ackermann \| Bora-Hansgrohe \| + 0s \| \| \| 4. \| David Dekker \| Jumbo-Visma \| + 0s \| \| \| 5. \| Fernando Gaviria \| UAE Team Emirates \| + 0s \| \| \| 6. \| Giacomo Nizzolo \| Qhubeka Assos \| + 0s \| \| \| 7. \| Kaden Groves \| BikeExchange \| + 0s \| \| \| 8. \| André Greipel \| Israel Start-Up Nation \| + 0s \| \| \| 9. \| Cees Bol \| Team DSM \| + 0s \| \| \| 10. \| Michael Mørkøv \| Deceuninck-Quick Step \| + 0s \| \| |                  |                        |          |
| |                  |                        |          |
| Fonte: ProCyclingStats |                  |                        |          |
| Classificação por etapas |                  |                        |          |
| Ciclista | Ciclista         | Equipe                 | Tempo    |
| 1. | Sam Bennett      | Deceuninck-Quick Step  | 3h32m23s |
| 2. | Elia Viviani     | Cofidis                | + 0s     |
| 3. | Pascal Ackermann | Bora-Hansgrohe         | + 0s     |
| 4. | David Dekker     | Jumbo-Visma            | + 0s     |
| 5. | Fernando Gaviria | UAE Team Emirates      | + 0s     |
| 6. | Giacomo Nizzolo  | Qhubeka Assos          | + 0s     |
| 7. | Kaden Groves     | BikeExchange           | + 0s     |
| 8. | André Greipel    | Israel Start-Up Nation | + 0s     |
| 9. | Cees Bol         | Team DSM               | + 0s     |
| 10. | Michael Mørkøv   | Deceuninck-Quick Step  | + 0s     |

| \| Classificação geral \| Classificação geral \| Classificação geral \| Classificação geral \| Classificação geral \| \| Ciclista \| Ciclista \| Equipe \| Tempo \| \| \| ------------------- \| ------------------- \| --------------------- \| ------------------- \| ------------------- \| \| 1. \| Tadej Pogačar \| UAE Team Emirates \| 20h41m59s \| \| \| 2. \| Adam Yates \| Ineos Grenadiers \| + 35s \| \| \| 3. \| João Almeida \| Deceuninck-Quick Step \| + 1m02s \| \| \| 4. \| Chris Harper \| Jumbo-Visma \| + 1m44s \| \| \| 5. \| Neilson Powless \| EF Education-Nippo \| + 1m46s \| \| \| 6. \| Mattias Skjelmose \| Trek-Segafredo \| + 2m37s \| \| \| 7. \| Damiano Caruso \| Bahrain Victorious \| + 2m39s \| \| \| 8. \| Mattia Cattaneo \| Deceuninck-Quick Step \| + 3m53s \| \| \| 9. \| Rubén Fernández \| Cofidis \| + 4m13s \| \| \| 10. \| Fausto Masnada \| Deceuninck-Quick Step \| + 6m30s \| \| |                   |                       |           |
| |                   |                       |           |
| Fonte: ProCyclingStats |                   |                       |           |
| Classificação geral |                   |                       |           |
| Ciclista | Ciclista          | Equipe                | Tempo     |
| 1. | Tadej Pogačar     | UAE Team Emirates     | 20h41m59s |
| 2. | Adam Yates        | Ineos Grenadiers      | + 35s     |
| 3. | João Almeida      | Deceuninck-Quick Step | + 1m02s   |
| 4. | Chris Harper      | Jumbo-Visma           | + 1m44s   |
| 5. | Neilson Powless   | EF Education-Nippo    | + 1m46s   |
| 6. | Mattias Skjelmose | Trek-Segafredo        | + 2m37s   |
| 7. | Damiano Caruso    | Bahrain Victorious    | + 2m39s   |
| 8. | Mattia Cattaneo   | Deceuninck-Quick Step | + 3m53s   |
| 9. | Rubén Fernández   | Cofidis               | + 4m13s   |
| 10. | Fausto Masnada    | Deceuninck-Quick Step | + 6m30s   |

### 7.ª etapa
| Yas Mall - Abu Dhabi | etapa plana | (147 km) |

| \| Classificação por etapas \| Classificação por etapas \| Classificação por etapas \| Classificação por etapas \| Classificação por etapas \| \| Ciclista \| Ciclista \| Equipe \| Tempo \| \| \| ------------------------ \| ------------------------ \| ---------------------------------- \| ------------------------ \| ------------------------ \| \| 1. \| Caleb Ewan \| Lotto-Soudal \| 3h18m29s \| \| \| 2. \| Sam Bennett \| Deceuninck-Quick Step \| + 0s \| \| \| 3. \| Phil Bauhaus \| Bahrain Victorious \| + 0s \| \| \| 4. \| Michael Mørkøv \| Deceuninck-Quick Step \| + 0s \| \| \| 5. \| Cees Bol \| Team DSM \| + 0s \| \| \| 6. \| André Greipel \| Israel Start-Up Nation \| + 0s \| \| \| 7. \| Andrea Vendrame \| AG2R Citroën Team \| + 0s \| \| \| 8. \| Luka Mezgec \| BikeExchange \| + 0s \| \| \| 9. \| Riccardo Minali \| Intermarché-Wanty-Gobert Matériaux \| + 0s \| \| \| 10. \| Yevgeniy Gidich \| Astana-Premier Tech \| + 0s \| \| |                 |                                    |          |
| |                 |                                    |          |
| Fonte: ProCyclingStats |                 |                                    |          |
| Classificação por etapas |                 |                                    |          |
| Ciclista | Ciclista        | Equipe                             | Tempo    |
| 1. | Caleb Ewan      | Lotto-Soudal                       | 3h18m29s |
| 2. | Sam Bennett     | Deceuninck-Quick Step              | + 0s     |
| 3. | Phil Bauhaus    | Bahrain Victorious                 | + 0s     |
| 4. | Michael Mørkøv  | Deceuninck-Quick Step              | + 0s     |
| 5. | Cees Bol        | Team DSM                           | + 0s     |
| 6. | André Greipel   | Israel Start-Up Nation             | + 0s     |
| 7. | Andrea Vendrame | AG2R Citroën Team                  | + 0s     |
| 8. | Luka Mezgec     | BikeExchange                       | + 0s     |
| 9. | Riccardo Minali | Intermarché-Wanty-Gobert Matériaux | + 0s     |
| 10. | Yevgeniy Gidich | Astana-Premier Tech                | + 0s     |

## Classificações finais
- As classificações finalizaram da seguinte forma:[3]

### Classificação geral
| \| Classificação geral \| Classificação geral \| Classificação geral \| Classificação geral \| Classificação geral \| \| Ciclista \| Ciclista \| Equipe \| Tempo \| \| \| ------------------- \| ------------------- \| --------------------- \| ------------------- \| ------------------- \| \| 1. \| Tadej Pogačar \| UAE Team Emirates \| 24h00m28s \| \| \| 2. \| Adam Yates \| Ineos Grenadiers \| + 35s \| \| \| 3. \| João Almeida \| Deceuninck-Quick Step \| + 1m02s \| \| \| 4. \| Chris Harper \| Jumbo-Visma \| + 1m42s \| \| \| 5. \| Neilson Powless \| EF Education-Nippo \| + 1m45s \| \| \| 6. \| Mattias Skjelmose \| Trek-Segafredo \| + 2m37s \| \| \| 7. \| Damiano Caruso \| Bahrain Victorious \| + 2m39s \| \| \| 8. \| Mattia Cattaneo \| Deceuninck-Quick Step \| + 3m53s \| \| \| 9. \| Rubén Fernández \| Cofidis \| + 4m13s \| \| \| 10. \| Fausto Masnada \| Deceuninck-Quick Step \| + 6m30s \| \| |                   |                       |           |
| |                   |                       |           |
| Fonte: ProCyclingStats |                   |                       |           |
| Classificação geral |                   |                       |           |
| Ciclista | Ciclista          | Equipe                | Tempo     |
| 1. | Tadej Pogačar     | UAE Team Emirates     | 24h00m28s |
| 2. | Adam Yates        | Ineos Grenadiers      | + 35s     |
| 3. | João Almeida      | Deceuninck-Quick Step | + 1m02s   |
| 4. | Chris Harper      | Jumbo-Visma           | + 1m42s   |
| 5. | Neilson Powless   | EF Education-Nippo    | + 1m45s   |
| 6. | Mattias Skjelmose | Trek-Segafredo        | + 2m37s   |
| 7. | Damiano Caruso    | Bahrain Victorious    | + 2m39s   |
| 8. | Mattia Cattaneo   | Deceuninck-Quick Step | + 3m53s   |
| 9. | Rubén Fernández   | Cofidis               | + 4m13s   |
| 10. | Fausto Masnada    | Deceuninck-Quick Step | + 6m30s   |

### Classificação dos pontos
| Classificação por pontos | Classificação por pontos | Classificação por pontos | Classificação por pontos | Classificação por pontos |
| Ciclista                 | Ciclista                 | Equipe                   | Pontos                   |                          |
| ------------------------ | ------------------------ | ------------------------ | ------------------------ | ------------------------ |
| 1.                       | David Dekker             | Jumbo-Visma              | 66 pts                   |                          |
| 2.                       | Sam Bennett              | Deceuninck-Quick Step    | 56 pts                   |                          |
| 3.                       | Tadej Pogačar            | UAE Team Emirates        | 51 pts                   |                          |
| 4.                       | João Almeida             | Deceuninck-Quick Step    | 35 pts                   |                          |
| 5.                       | Tony Gallopin            | AG2R Citroën Team        | 33 pts                   |                          |
| 6.                       | Elia Viviani             | Cofidis                  | 33 pts                   |                          |
| 7.                       | Caleb Ewan               | Lotto-Soudal             | 32 pts                   |                          |
| 8.                       | Adam Yates               | Ineos Grenadiers         | 28 pts                   |                          |
| 9.                       | Michael Mørkøv           | Deceuninck-Quick Step    | 28 pts                   |                          |
| 10.                      | Filippo Ganna            | Ineos Grenadiers         | 21 pts                   |                          |

### Classificação dos jovens
| Classificação dos jovens | Classificação dos jovens | Classificação dos jovens | Classificação dos jovens | Classificação dos jovens |
| Ciclista                 | Ciclista                 | Equipe                   | Tempo                    |                          |
| ------------------------ | ------------------------ | ------------------------ | ------------------------ | ------------------------ |
| 1.                       | Tadej Pogačar            | UAE Team Emirates        | 24h00m28s                |                          |
| 2.                       | João Almeida             | Deceuninck-Quick Step    | + 1m02s                  |                          |
| 3.                       | Neilson Powless          | EF Education-Nippo       | + 1m45s                  |                          |
| 4.                       | Mattias Skjelmose        | Trek-Segafredo           | + 2m37s                  |                          |
| 5.                       | Sergio Higuita           | EF Education-Nippo       | + 9m47s                  |                          |
| 6.                       | Stefan de Bod            | Astana-Premier Tech      | + 12m34s                 |                          |
| 7.                       | Harm Vanhoucke           | Lotto-Soudal             | + 13m05s                 |                          |
| 8.                       | Rémy Rochas              | Cofidis                  | + 14m06s                 |                          |
| 9.                       | Mikkel Bjerg             | UAE Team Emirates        | + 14m18s                 |                          |
| 10.                      | Samuele Battistella      | Astana-Premier Tech      | + 14m45s                 |                          |

### Classificação por equipas
| Classificação por equipes | Classificação por equipes          | Classificação por equipes | Classificação por equipes |
| Equipe                    | Equipe                             | Tempo                     |                           |
| ------------------------- | ---------------------------------- | ------------------------- | ------------------------- |
| 1.                        | UAE Team Emirates                  | 72h07m44s                 |                           |
| 2.                        | Deceuninck-Quick Step              | + 5m10s                   |                           |
| 3.                        | Jumbo-Visma                        | + 11m01s                  |                           |
| 4.                        | Cofidis                            | + 16m28s                  |                           |
| 5.                        | EF Education-Nippo                 | + 17m25s                  |                           |
| 6.                        | Bahrain Victorious                 | + 18m59s                  |                           |
| 7.                        | Astana-Premier Tech                | + 29m11s                  |                           |
| 8.                        | Bora-Hansgrohe                     | + 32m12s                  |                           |
| 9.                        | Trek-Segafredo                     | + 34m17s                  |                           |
| 10.                       | Intermarché-Wanty-Gobert Matériaux | + 34m25s                  |                           |

## Evolução das classificações
| Etapa                 | Vencedor              | Classificação geral  | Classificação dos pontos | Classificação das metas volantes | Classificação dos jovens | Classificação por equipas |
| --------------------- | --------------------- | -------------------- | ------------------------ | -------------------------------- | ------------------------ | ------------------------- |
| 1.ª                   | Mathieu van der Poel  | Mathieu van der Poel | Mathieu van der Poel     | João Almeida                     | David Dekker             | Deceuninck-Quick Step     |
| 2.ª                   | Filippo Ganna         | Tadej Pogačar        | João Almeida             | João Almeida                     | Tadej Pogačar            | UAE Emirates              |
| 3.ª                   | Tadej Pogačar         | Tadej Pogačar        | Tadej Pogačar            | João Almeida                     | Tadej Pogačar            | UAE Emirates              |
| 4.ª                   | Sam Bennett           | Tadej Pogačar        | David Dekker             | Tony Gallopin                    | Tadej Pogačar            | UAE Emirates              |
| 5.ª                   | Jonas Vingegaard      | Tadej Pogačar        | Tadej Pogačar            | Thomas de Gendt                  | Tadej Pogačar            | UAE Emirates              |
| 6.ª                   | Sam Bennett           | Tadej Pogačar        | David Dekker             | Tony Gallopin                    | Tadej Pogačar            | UAE Emirates              |
| 7.ª                   | Caleb Ewan            | Tadej Pogačar        | David Dekker             | Tony Gallopin                    | Tadej Pogačar            | UAE Emirates              |
| Classificações finais | Classificações finais | Tadej Pogačar        | David Dekker             | Tony Gallopin                    | Tadej Pogačar            | UAE Emirates              |

## Ciclistas participantes e posições finais
| UAE Team Emirates UAD | UAE Team Emirates UAD               | UAE Team Emirates UAD |
| --------------------- | ----------------------------------- | --------------------- |
| Num                   | Ciclista                            | Pos                   |
| 1                     | Tadej Pogačar (SLO) (CRI)           | 1.                    |
| 2                     | Mikkel Bjerg (DEN)                  | 29.                   |
| 3                     | Davide Formolo (ITA)                | 23.                   |
| 4                     | Fernando Gaviria (COL)              | 71.                   |
| 5                     | Rafał Majka (POL)                   | 22.                   |
| 6                     | Jan Polanc (SLO)                    | 33.                   |
| 7                     | Maximiliano Richeze (ARG) (estrada) | 93.                   |

| Ineos Grenadiers IGD | Ineos Grenadiers IGD               | Ineos Grenadiers IGD |
| -------------------- | ---------------------------------- | -------------------- |
| Num                  | Ciclista                           | Pos                  |
| 11                   | Adam Yates (GBR)                   | 2.                   |
| 12                   | Andrey Amador (CRC)                | 123.                 |
| 13                   | Filippo Ganna (ITA) (CRI)          | 106.                 |
| 14                   | Daniel Felipe Martínez (COL) (CRI) | DNF-7                |
| 15                   | Brandon Rivera (COL)               | 60.                  |
| 16                   | Luke Rowe (GBR)                    | 124.                 |
| 17                   | Iván Ramiro Sosa (COL)             | 86.                  |

| AG2R Citroën Team ACT | AG2R Citroën Team ACT   | AG2R Citroën Team ACT |
| --------------------- | ----------------------- | --------------------- |
| Num                   | Ciclista                | Pos                   |
| 21                    | Tony Gallopin (FRA)     | 79.                   |
| 22                    | François Bidard (FRA)   | 44.                   |
| 23                    | Geoffrey Bouchard (FRA) | 15.                   |
| 24                    | Mathias Frank (SUI)     | 54.                   |
| 25                    | Jaakko Hänninen (FIN)   | 41.                   |
| 26                    | Andrea Vendrame (ITA)   | 56.                   |
| 27                    | Larry Warbasse (USA)    | 65.                   |

| Alpecin-Fenix AFC | Alpecin-Fenix AFC                    | Alpecin-Fenix AFC |
| ----------------- | ------------------------------------ | ----------------- |
| Num               | Ciclista                             | Pos               |
| 31                | Mathieu van der Poel (NED) (estrada) | NP-2              |
| 32                | Roy Jans (BEL)                       | NP-2              |
| 33                | Jasper Philipsen (BEL)               | NP-2              |
| 34                | Jonas Rickaert (BEL)                 | NP-2              |
| 35                | Kristian Sbaragli (ITA)              | NP-2              |
| 36                | Gianni Vermeersch (BEL)              | NP-2              |
| 37                | Louis Vervaeke (BEL)                 | NP-2              |

| Astana-Premier Tech APT | Astana-Premier Tech APT               | Astana-Premier Tech APT |
| ----------------------- | ------------------------------------- | ----------------------- |
| Num                     | Ciclista                              | Pos                     |
| 41                      | Alexey Lutsenko (KAZ) (estrada e CRI) | 51.                     |
| 42                      | Samuele Battistella (ITA)             | 31.                     |
| 43                      | Stefan de Bod (RSA)                   | 24.                     |
| 44                      | Yevgeniy Gidich (KAZ)                 | 88.                     |
| 45                      | Dmitriy Gruzdev (KAZ)                 | 83.                     |
| 46                      | Luis León Sánchez (ESP) (estrada)     | 20.                     |
| 47                      | Matteo Sobrero (ITA)                  | 50.                     |

| Bahrain Victorious TBV | Bahrain Victorious TBV | Bahrain Victorious TBV |
| ---------------------- | ---------------------- | ---------------------- |
| Num                    | Ciclista               | Pos                    |
| 51                     | Wout Poels (NED)       | 19.                    |
| 52                     | Phil Bauhaus (GER)     | 115.                   |
| 53                     | Damiano Caruso (ITA)   | 7.                     |
| 54                     | Jack Haig (AUS)        | 30.                    |
| 55                     | Gino Mäder (SUI)       | 36.                    |
| 56                     | Jonathan Milan (ITA)   | 113.                   |
| 57                     | Fred Wright (GBR)      | 92.                    |

| Bora-Hansgrohe BOH | Bora-Hansgrohe BOH        | Bora-Hansgrohe BOH |
| ------------------ | ------------------------- | ------------------ |
| Num                | Ciclista                  | Pos                |
| 61                 | Pascal Ackermann (GER)    | 114.               |
| 62                 | Cesare Benedetti (ITA)    | 97.                |
| 63                 | Emanuel Buchmann (GER)    | 12.                |
| 64                 | Patrick Konrad (AUT)      | 38.                |
| 65                 | Martin Laas (EST)         | 122.               |
| 66                 | Michaek Schwarzmann (GER) | 116.               |
| 67                 | Ben Zwiehoff (GER)        | 26.                |

| Cofidis COF | Cofidis COF             | Cofidis COF |
| ----------- | ----------------------- | ----------- |
| Num         | Ciclista                | Pos         |
| 71          | Elia Viviani (ITA)      | 74.         |
| 72          | Rubén Fernández (ESP)   | 9.          |
| 73          | Nathan Haas (AUS)       | 49.         |
| 74          | Rémy Rochas (FRA)       | 28.         |
| 75          | Fabio Sabatini (ITA)    | 120.        |
| 76          | Kenneth Vanbilsen (BEL) | 77.         |
| 77          | Attilio Viviani (ITA)   | 105.        |

| Deceuninck-Quick Step DQT | Deceuninck-Quick Step DQT | Deceuninck-Quick Step DQT |
| ------------------------- | ------------------------- | ------------------------- |
| Num                       | Ciclista                  | Pos                       |
| 81                        | Sam Bennett (IRL)         | 102.                      |
| 82                        | João Almeida (POR)        | 3.                        |
| 83                        | Shane Archbold (NZL)      | 73.                       |
| 84                        | Mattia Cattaneo (ITA)     | 8.                        |
| 85                        | Iljo Keisse (BEL)         | 95.                       |
| 86                        | Fausto Masnada (ITA)      | 10.                       |
| 87                        | Michael Mørkøv (DEN)      | 66.                       |

| EF Education-Nippo EFN | EF Education-Nippo EFN         | EF Education-Nippo EFN |
| ---------------------- | ------------------------------ | ---------------------- |
| Num                    | Ciclista                       | Pos                    |
| 92                     | Stefan Bissegger (SUI)         | 98.                    |
| 93                     | Lawson Craddock (USA)          | 61.                    |
| 94                     | Ruben Guerreiro (POR)          | 27.                    |
| 95                     | Sergio Higuita (COL) (estrada) | 11.                    |
| 96                     | Neilson Powless (USA)          | 5.                     |
| 97                     | James Whelan (AUS)             | 82.                    |

| Groupama-FDJ GFC | Groupama-FDJ GFC        | Groupama-FDJ GFC |
| ---------------- | ----------------------- | ---------------- |
| Num              | Ciclista                | Pos              |
| 101              | Matteo Badilatti (SUI)  | 42.              |
| 102              | William Bonnet (FRA)    | 110.             |
| 103              | Alexys Brunel (FRA)     | 96.              |
| 104              | Mathieu Ladagnous (FRA) | 107.             |
| 105              | Olivier Le Gac (FRA)    | 55.              |
| 106              | Anthony Roux (FRA)      | DNF-6            |
| 107              | Attila Valter (HUN)     | 39.              |

| Intermarché-Wanty-Gobert Matériaux IWG | Intermarché-Wanty-Gobert Matériaux IWG | Intermarché-Wanty-Gobert Matériaux IWG |
| -------------------------------------- | -------------------------------------- | -------------------------------------- |
| Num                                    | Ciclista                               | Pos                                    |
| 111                                    | Jan Hirt (CZE)                         | 37.                                    |
| 112                                    | Louis Meintjes (RSA)                   | 18.                                    |
| 113                                    | Wesley Kreder (NED)                    | 68.                                    |
| 114                                    | Riccardo Minali (ITA)                  | 103.                                   |
| 115                                    | Simone Petilli (ITA)                   | 53.                                    |
| 116                                    | Rein Taaramäe (EST)                    | 35.                                    |
| 117                                    | Kévin Van Melsen (BEL)                 | 94.                                    |

| Israel Start-Up Nation ISN | Israel Start-Up Nation ISN     | Israel Start-Up Nation ISN |
| -------------------------- | ------------------------------ | -------------------------- |
| Num                        | Ciclista                       | Pos                        |
| 121                        | Chris Froome (GBR)             | 47.                        |
| 122                        | Matthias Brändle (AUT) (CRI)   | 101.                       |
| 123                        | Alex Dowsett (GBR) (CRI)       | 118.                       |
| 124                        | Omer Goldstein (ISR) (estrada) | 57.                        |
| 125                        | André Greipel (GER)            | 80.                        |
| 126                        | Ben Hermans (BEL)              | 13.                        |
| 127                        | Rick Zabel (GER)               | 78.                        |

| Jumbo-Visma TJV | Jumbo-Visma TJV           | Jumbo-Visma TJV |
| --------------- | ------------------------- | --------------- |
| Num             | Ciclista                  | Pos             |
| 131             | Koen Bouwman (NED)        | 34.             |
| 132             | David Dekker (NED)        | 70.             |
| 133             | Chris Harper (AUS)        | 4.              |
| 134             | Sepp Kuss (USA)           | 16.             |
| 135             | Christoph Pfingsten (GER) | 58.             |
| 136             | Jonas Vingegaard (DEN)    | 46.             |
| 137             | Jos van Emden (NED) (CRI) | NP-4            |

| Lotto-Soudal LTS | Lotto-Soudal LTS         | Lotto-Soudal LTS |
| ---------------- | ------------------------ | ---------------- |
| Num              | Ciclista                 | Pos              |
| 141              | Caleb Ewan (AUS)         | 100.             |
| 142              | Jasper De Buyst (BEL)    | 67.              |
| 143              | Thomas De Gendt (BEL)    | 69.              |
| 144              | Roger Kluge (GER)        | 109.             |
| 145              | Harry Sweeny (AUS)       | 85.              |
| 146              | Tosh Van der Sande (BEL) | 72.              |
| 147              | Harm Vanhoucke (BEL)     | 25.              |

| Movistar Team MOV | Movistar Team MOV        | Movistar Team MOV |
| ----------------- | ------------------------ | ----------------- |
| Num               | Ciclista                 | Pos               |
| 151               | Alejandro Valverde (ESP) | 40.               |
| 152               | Héctor Carretero (ESP)   | 63.               |
| 153               | Iñigo Elosegui (ESP)     | 91.               |
| 154               | Gregor Mühlberger (AUT)  | 62.               |
| 155               | Antonio Pedrero (ESP)    | 52.               |
| 156               | Albert Torres (ESP)      | 111.              |
| 157               | Davide Villella (ITA)    | 32.               |

| BikeExchange BEX | BikeExchange BEX      | BikeExchange BEX |
| ---------------- | --------------------- | ---------------- |
| Num              | Ciclista              | Pos              |
| 161              | Luka Mezgec (SLO)     | 89.              |
| 162              | Jack Bauer (NZL)      | 64.              |
| 163              | Kevin Colleoni (ITA)  | 75.              |
| 164              | Tsgabu Grmay (ETH)    | 43.              |
| 165              | Kaden Groves (AUS)    | DNF-7            |
| 166              | Michael Hepburn (AUS) | 90.              |
| 167              | Nick Schultz (AUS)    | 14.              |

| Team DSM DSM | Team DSM DSM                 | Team DSM DSM |
| ------------ | ---------------------------- | ------------ |
| Num          | Ciclista                     | Pos          |
| 171          | Nikias Arndt (GER)           | 59.          |
| 172          | Thymen Arensman (NED)        | 45.          |
| 173          | Cees Bol (NED)               | 121.         |
| 174          | Alberto Dainese (ITA)        | 104.         |
| 175          | Mark Donovan (GBR)           | 48.          |
| 176          | Asbjørn Kragh Andersen (DEN) | 117.         |
| 177          | Florian Stork (GER)          | DNF-6        |

| Qhubeka Assos TQA | Qhubeka Assos TQA               | Qhubeka Assos TQA |
| ----------------- | ------------------------------- | ----------------- |
| Num               | Ciclista                        | Pos               |
| 181               | Giacomo Nizzolo (ITA) (estrada) | 84.               |
| 182               | Lasse Norman Hansen (DEN)       | 119.              |
| 183               | Bert-Jan Lindeman (NED)         | 81.               |
| 184               | Matteo Pelucchi (ITA)           | 108.              |
| 185               | Domenico Pozzovivo (ITA)        | 21.               |
| 186               | Harry Tanfield (GBR)            | 125.              |
| 187               | Max Walscheid (GER)             | 99.               |

| Trek-Segafredo TFS | Trek-Segafredo TFS      | Trek-Segafredo TFS |
| ------------------ | ----------------------- | ------------------ |
| Num                | Ciclista                | Pos                |
| 191                | Vincenzo Nibali (ITA)   | 17.                |
| 192                | Koen de Kort (NED)      | 112.               |
| 193                | Mattias Skjelmose (DEN) | 6.                 |
| 194                | Emīls Liepiņš (LAT)     | 87.                |
| 195                | Matteo Moschetti (ITA)  | DNF-6              |
| 196                | Kiel Reijnen (USA)      | 76.                |
| 197                | Antonio Tiberi (ITA)    | NP-3               |

| UAE Team Emirates UAD | UAE Team Emirates UAD               | UAE Team Emirates UAD |
| --------------------- | ----------------------------------- | --------------------- |
| Num                   | Ciclista                            | Pos                   |
| 1                     | Tadej Pogačar (SLO) (CRI)           | 1.                    |
| 2                     | Mikkel Bjerg (DEN)                  | 29.                   |
| 3                     | Davide Formolo (ITA)                | 23.                   |
| 4                     | Fernando Gaviria (COL)              | 71.                   |
| 5                     | Rafał Majka (POL)                   | 22.                   |
| 6                     | Jan Polanc (SLO)                    | 33.                   |
| 7                     | Maximiliano Richeze (ARG) (estrada) | 93.                   |

| Ineos Grenadiers IGD | Ineos Grenadiers IGD               | Ineos Grenadiers IGD |
| -------------------- | ---------------------------------- | -------------------- |
| Num                  | Ciclista                           | Pos                  |
| 11                   | Adam Yates (GBR)                   | 2.                   |
| 12                   | Andrey Amador (CRC)                | 123.                 |
| 13                   | Filippo Ganna (ITA) (CRI)          | 106.                 |
| 14                   | Daniel Felipe Martínez (COL) (CRI) | DNF-7                |
| 15                   | Brandon Rivera (COL)               | 60.                  |
| 16                   | Luke Rowe (GBR)                    | 124.                 |
| 17                   | Iván Ramiro Sosa (COL)             | 86.                  |

| AG2R Citroën Team ACT | AG2R Citroën Team ACT   | AG2R Citroën Team ACT |
| --------------------- | ----------------------- | --------------------- |
| Num                   | Ciclista                | Pos                   |
| 21                    | Tony Gallopin (FRA)     | 79.                   |
| 22                    | François Bidard (FRA)   | 44.                   |
| 23                    | Geoffrey Bouchard (FRA) | 15.                   |
| 24                    | Mathias Frank (SUI)     | 54.                   |
| 25                    | Jaakko Hänninen (FIN)   | 41.                   |
| 26                    | Andrea Vendrame (ITA)   | 56.                   |
| 27                    | Larry Warbasse (USA)    | 65.                   |

| Alpecin-Fenix AFC | Alpecin-Fenix AFC                    | Alpecin-Fenix AFC |
| ----------------- | ------------------------------------ | ----------------- |
| Num               | Ciclista                             | Pos               |
| 31                | Mathieu van der Poel (NED) (estrada) | NP-2              |
| 32                | Roy Jans (BEL)                       | NP-2              |
| 33                | Jasper Philipsen (BEL)               | NP-2              |
| 34                | Jonas Rickaert (BEL)                 | NP-2              |
| 35                | Kristian Sbaragli (ITA)              | NP-2              |
| 36                | Gianni Vermeersch (BEL)              | NP-2              |
| 37                | Louis Vervaeke (BEL)                 | NP-2              |

| Astana-Premier Tech APT | Astana-Premier Tech APT               | Astana-Premier Tech APT |
| ----------------------- | ------------------------------------- | ----------------------- |
| Num                     | Ciclista                              | Pos                     |
| 41                      | Alexey Lutsenko (KAZ) (estrada e CRI) | 51.                     |
| 42                      | Samuele Battistella (ITA)             | 31.                     |
| 43                      | Stefan de Bod (RSA)                   | 24.                     |
| 44                      | Yevgeniy Gidich (KAZ)                 | 88.                     |
| 45                      | Dmitriy Gruzdev (KAZ)                 | 83.                     |
| 46                      | Luis León Sánchez (ESP) (estrada)     | 20.                     |
| 47                      | Matteo Sobrero (ITA)                  | 50.                     |

| Bahrain Victorious TBV | Bahrain Victorious TBV | Bahrain Victorious TBV |
| ---------------------- | ---------------------- | ---------------------- |
| Num                    | Ciclista               | Pos                    |
| 51                     | Wout Poels (NED)       | 19.                    |
| 52                     | Phil Bauhaus (GER)     | 115.                   |
| 53                     | Damiano Caruso (ITA)   | 7.                     |
| 54                     | Jack Haig (AUS)        | 30.                    |
| 55                     | Gino Mäder (SUI)       | 36.                    |
| 56                     | Jonathan Milan (ITA)   | 113.                   |
| 57                     | Fred Wright (GBR)      | 92.                    |

| Bora-Hansgrohe BOH | Bora-Hansgrohe BOH        | Bora-Hansgrohe BOH |
| ------------------ | ------------------------- | ------------------ |
| Num                | Ciclista                  | Pos                |
| 61                 | Pascal Ackermann (GER)    | 114.               |
| 62                 | Cesare Benedetti (ITA)    | 97.                |
| 63                 | Emanuel Buchmann (GER)    | 12.                |
| 64                 | Patrick Konrad (AUT)      | 38.                |
| 65                 | Martin Laas (EST)         | 122.               |
| 66                 | Michaek Schwarzmann (GER) | 116.               |
| 67                 | Ben Zwiehoff (GER)        | 26.                |

| Cofidis COF | Cofidis COF             | Cofidis COF |
| ----------- | ----------------------- | ----------- |
| Num         | Ciclista                | Pos         |
| 71          | Elia Viviani (ITA)      | 74.         |
| 72          | Rubén Fernández (ESP)   | 9.          |
| 73          | Nathan Haas (AUS)       | 49.         |
| 74          | Rémy Rochas (FRA)       | 28.         |
| 75          | Fabio Sabatini (ITA)    | 120.        |
| 76          | Kenneth Vanbilsen (BEL) | 77.         |
| 77          | Attilio Viviani (ITA)   | 105.        |

| Deceuninck-Quick Step DQT | Deceuninck-Quick Step DQT | Deceuninck-Quick Step DQT |
| ------------------------- | ------------------------- | ------------------------- |
| Num                       | Ciclista                  | Pos                       |
| 81                        | Sam Bennett (IRL)         | 102.                      |
| 82                        | João Almeida (POR)        | 3.                        |
| 83                        | Shane Archbold (NZL)      | 73.                       |
| 84                        | Mattia Cattaneo (ITA)     | 8.                        |
| 85                        | Iljo Keisse (BEL)         | 95.                       |
| 86                        | Fausto Masnada (ITA)      | 10.                       |
| 87                        | Michael Mørkøv (DEN)      | 66.                       |

| EF Education-Nippo EFN | EF Education-Nippo EFN         | EF Education-Nippo EFN |
| ---------------------- | ------------------------------ | ---------------------- |
| Num                    | Ciclista                       | Pos                    |
| 92                     | Stefan Bissegger (SUI)         | 98.                    |
| 93                     | Lawson Craddock (USA)          | 61.                    |
| 94                     | Ruben Guerreiro (POR)          | 27.                    |
| 95                     | Sergio Higuita (COL) (estrada) | 11.                    |
| 96                     | Neilson Powless (USA)          | 5.                     |
| 97                     | James Whelan (AUS)             | 82.                    |

| Groupama-FDJ GFC | Groupama-FDJ GFC        | Groupama-FDJ GFC |
| ---------------- | ----------------------- | ---------------- |
| Num              | Ciclista                | Pos              |
| 101              | Matteo Badilatti (SUI)  | 42.              |
| 102              | William Bonnet (FRA)    | 110.             |
| 103              | Alexys Brunel (FRA)     | 96.              |
| 104              | Mathieu Ladagnous (FRA) | 107.             |
| 105              | Olivier Le Gac (FRA)    | 55.              |
| 106              | Anthony Roux (FRA)      | DNF-6            |
| 107              | Attila Valter (HUN)     | 39.              |

| Intermarché-Wanty-Gobert Matériaux IWG | Intermarché-Wanty-Gobert Matériaux IWG | Intermarché-Wanty-Gobert Matériaux IWG |
| -------------------------------------- | -------------------------------------- | -------------------------------------- |
| Num                                    | Ciclista                               | Pos                                    |
| 111                                    | Jan Hirt (CZE)                         | 37.                                    |
| 112                                    | Louis Meintjes (RSA)                   | 18.                                    |
| 113                                    | Wesley Kreder (NED)                    | 68.                                    |
| 114                                    | Riccardo Minali (ITA)                  | 103.                                   |
| 115                                    | Simone Petilli (ITA)                   | 53.                                    |
| 116                                    | Rein Taaramäe (EST)                    | 35.                                    |
| 117                                    | Kévin Van Melsen (BEL)                 | 94.                                    |

| Israel Start-Up Nation ISN | Israel Start-Up Nation ISN     | Israel Start-Up Nation ISN |
| -------------------------- | ------------------------------ | -------------------------- |
| Num                        | Ciclista                       | Pos                        |
| 121                        | Chris Froome (GBR)             | 47.                        |
| 122                        | Matthias Brändle (AUT) (CRI)   | 101.                       |
| 123                        | Alex Dowsett (GBR) (CRI)       | 118.                       |
| 124                        | Omer Goldstein (ISR) (estrada) | 57.                        |
| 125                        | André Greipel (GER)            | 80.                        |
| 126                        | Ben Hermans (BEL)              | 13.                        |
| 127                        | Rick Zabel (GER)               | 78.                        |

| Jumbo-Visma TJV | Jumbo-Visma TJV           | Jumbo-Visma TJV |
| --------------- | ------------------------- | --------------- |
| Num             | Ciclista                  | Pos             |
| 131             | Koen Bouwman (NED)        | 34.             |
| 132             | David Dekker (NED)        | 70.             |
| 133             | Chris Harper (AUS)        | 4.              |
| 134             | Sepp Kuss (USA)           | 16.             |
| 135             | Christoph Pfingsten (GER) | 58.             |
| 136             | Jonas Vingegaard (DEN)    | 46.             |
| 137             | Jos van Emden (NED) (CRI) | NP-4            |

| Lotto-Soudal LTS | Lotto-Soudal LTS         | Lotto-Soudal LTS |
| ---------------- | ------------------------ | ---------------- |
| Num              | Ciclista                 | Pos              |
| 141              | Caleb Ewan (AUS)         | 100.             |
| 142              | Jasper De Buyst (BEL)    | 67.              |
| 143              | Thomas De Gendt (BEL)    | 69.              |
| 144              | Roger Kluge (GER)        | 109.             |
| 145              | Harry Sweeny (AUS)       | 85.              |
| 146              | Tosh Van der Sande (BEL) | 72.              |
| 147              | Harm Vanhoucke (BEL)     | 25.              |

| Movistar Team MOV | Movistar Team MOV        | Movistar Team MOV |
| ----------------- | ------------------------ | ----------------- |
| Num               | Ciclista                 | Pos               |
| 151               | Alejandro Valverde (ESP) | 40.               |
| 152               | Héctor Carretero (ESP)   | 63.               |
| 153               | Iñigo Elosegui (ESP)     | 91.               |
| 154               | Gregor Mühlberger (AUT)  | 62.               |
| 155               | Antonio Pedrero (ESP)    | 52.               |
| 156               | Albert Torres (ESP)      | 111.              |
| 157               | Davide Villella (ITA)    | 32.               |

| BikeExchange BEX | BikeExchange BEX      | BikeExchange BEX |
| ---------------- | --------------------- | ---------------- |
| Num              | Ciclista              | Pos              |
| 161              | Luka Mezgec (SLO)     | 89.              |
| 162              | Jack Bauer (NZL)      | 64.              |
| 163              | Kevin Colleoni (ITA)  | 75.              |
| 164              | Tsgabu Grmay (ETH)    | 43.              |
| 165              | Kaden Groves (AUS)    | DNF-7            |
| 166              | Michael Hepburn (AUS) | 90.              |
| 167              | Nick Schultz (AUS)    | 14.              |

| Team DSM DSM | Team DSM DSM                 | Team DSM DSM |
| ------------ | ---------------------------- | ------------ |
| Num          | Ciclista                     | Pos          |
| 171          | Nikias Arndt (GER)           | 59.          |
| 172          | Thymen Arensman (NED)        | 45.          |
| 173          | Cees Bol (NED)               | 121.         |
| 174          | Alberto Dainese (ITA)        | 104.         |
| 175          | Mark Donovan (GBR)           | 48.          |
| 176          | Asbjørn Kragh Andersen (DEN) | 117.         |
| 177          | Florian Stork (GER)          | DNF-6        |

| Qhubeka Assos TQA | Qhubeka Assos TQA               | Qhubeka Assos TQA |
| ----------------- | ------------------------------- | ----------------- |
| Num               | Ciclista                        | Pos               |
| 181               | Giacomo Nizzolo (ITA) (estrada) | 84.               |
| 182               | Lasse Norman Hansen (DEN)       | 119.              |
| 183               | Bert-Jan Lindeman (NED)         | 81.               |
| 184               | Matteo Pelucchi (ITA)           | 108.              |
| 185               | Domenico Pozzovivo (ITA)        | 21.               |
| 186               | Harry Tanfield (GBR)            | 125.              |
| 187               | Max Walscheid (GER)             | 99.               |

| Trek-Segafredo TFS | Trek-Segafredo TFS      | Trek-Segafredo TFS |
| ------------------ | ----------------------- | ------------------ |
| Num                | Ciclista                | Pos                |
| 191                | Vincenzo Nibali (ITA)   | 17.                |
| 192                | Koen de Kort (NED)      | 112.               |
| 193                | Mattias Skjelmose (DEN) | 6.                 |
| 194                | Emīls Liepiņš (LAT)     | 87.                |
| 195                | Matteo Moschetti (ITA)  | DNF-6              |
| 196                | Kiel Reijnen (USA)      | 76.                |
| 197                | Antonio Tiberi (ITA)    | NP-3               |

Convenções:
- AB-N: Abandono na etapa "N"
- FLT-N: Retiro por chegada fora do limite de tempo na etapa "N"
- NTS-N: Não tomou a saída para a etapa "N"
- DES-N: Desclassificado ou expulsado na etapa "N"

## UCI World Ranking
O UAE Tour outorgou pontos para o UCI World Ranking para corredores das equipas nas categorias UCI WorldTeam, UCI ProTeam e Continental. As seguintes tabelas mostram o barómetro de pontuação e os 10 corredores que obtiveram mais pontos:
| Posição             | 1.º | 2.º | 3.º | 4.º | 5.º | 6.º | 7.º | 8.º | 9.º | 10.º | 11.º | 12.º | 13.º-15.º | 16.º-25.º |
| Classificação geral | 300 | 250 | 215 | 175 | 120 | 115 | 95  | 75  | 60  | 50   | 40   | 35   | 5         | 3         |
| Por etapa           | 40  | 15  | 6   |     |     |     |     |     |     |      |      |      |           |           |
| Líder               | 6   |     |     |     |     |     |     |     |     |      |      |      |           |           |

| Classificação |                          |                            |       |       |       |       |
| Posição       | Ciclista                 | Equipa                     | Geral | Etapa | Líder | Total |
| ------------- | ------------------------ | -------------------------- | ----- | ----- | ----- | ----- |
| 1.º           | Tadej Pogačar            | UAE Emirates               | 300   | 55    | 30    | 385   |
| 2.º           | Adam Yates               | Ineos Grenadiers           | 250   | 21    | -     | 271   |
| 3.º           | João Almeida             | Deceuninck-Quick Step      | 215   | -     | -     | 215   |
| 4.º           | Chris Harper             | Jumbo-Visma                | 175   | -     | -     | 175   |
| 5.º           | Neilson Powless          | EF Education-NIPPO         | 120   | -     | -     | 120   |
| 6.º           | Mattias Skjelmose Jensen | Trek-Segafredo             | 115   | -     | -     | 115   |
| 7.º           | Damiano Caruso           | Bahrain Victorious         | 95    | -     | -     | 95    |
| 8.º           | Sam Bennett              | Deceuninck-Quick Step      | -     | 95    | -     | 95    |
| 9.º           | Mattia Cattaneo          | Deceuninck-Quick Step      | 75    | -     | -     | 75    |
| 10.º          | Rubén Fernández          | Cofidis, Solutions Crédits | 60    | -     | -     | 60    |